# 凯雷南
凯雷南（法語：Quérénaing，法語發音：[keʁenɛ̃]）是法国上法蘭西大區北部省的一个市镇，属于瓦朗谢讷区。

## 地理
凯雷南（50°17'13"N, 3°30'49"E）面积4.32 平方千米，位于法国上法蘭西大區北部省，该省份为法国最北部的省份及最长的省份，西北濒北海，西接加来海峡省，南至埃纳省和索姆省，东与比利时接壤。
与凯雷南接壤的市镇（或旧市镇、城区）包括：法马尔斯、曼镇、埃卡永河畔蒙绍、韦尔尚莫格雷、索曼、埃卡永河畔旺德日、阿特尔。

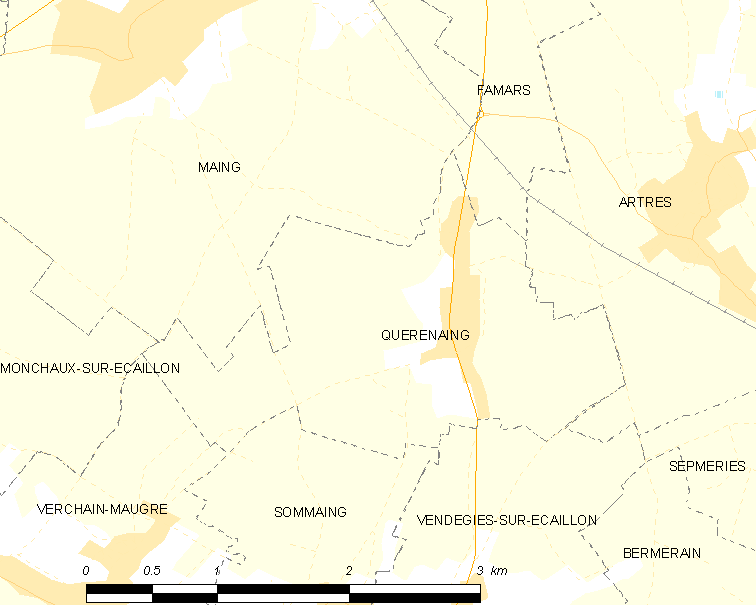
凯雷南的OSM定位图

凯雷南的时区为UTC+01:00、UTC+02:00（夏令时）。

## 行政
凯雷南的邮政编码为59269，INSEE市镇编码为59480。

## 政治
凯雷南所属的省级选区为欧努瓦莱瓦朗谢讷县。

## 人口

1962-2008年间凯雷南人口变化图示

凯雷南于2022年1月1日时的人口数量为863人。